# Líščie diery
Líščie diery jsou zrušená přírodní rezervace na Slovensku. Nacházela se v katastrálním území obce Nesvady v okrese Komárno v Nitranském kraji. Území bylo vyhlášeno v roce 2002 s rozlohou 13,32 hektaru. Přírodní rezervace byla k 1. září 2020 zrušena a nahrazena chráněným areálem Nesvadské piesky.